# Ministre des Jeux olympiques
Le Ministre des Jeux olympiques (en anglais Minister for the Olympics) était un poste au sein du gouvernement du Royaume-Uni créé le 6 juillet 2005 à la suite du choix de Londres pour accueillir les Jeux olympiques d'été de 2012. Il a été intégré au poste de Secrétaire d'État à la Culture, aux Jeux olympiques, aux Médias et aux Sports en mai 2010.

## Ministres des Jeux Olympiques
| Nom          | Nom | Portrait     | Mandat         | Mandat           | Parti politique | Premier Ministre | Premier Ministre |
| ------------ | --- | ------------ | -------------- | ---------------- | --------------- | ---------------- | ---------------- |
|              | Tessa Jowell                                                                                            |              | 6 juillet 2005 | 11 mai 2010      | Travailliste    |                  | Tony Blair       |
|              | Tessa Jowell                                                                                            | Gordon Brown | 6 juillet 2005 | 11 mai 2010      | Travailliste    |                  |                  |
|              | Jeremy Hunt (en tant que Secrétaire d'État à la Culture, aux Jeux olympiques, aux Médias et aux Sports) |              | 11 mai 2010    | 4 septembre 2012 | Conservateur    |                  | David Cameron    |
| Office aboli | |              |                |                  |                 |                  |                  |